# Diábolo Ediciones
Diábolo Ediciones és una editorial espanyola, situada en Madrid i especialitzada en còmics, que publica a Espanya i Estats Units. Fundada en 2006, els seus editors són Pilar Lumbreras i Lorenzo Pascual. Publica a autors nacionals com Nacho Casanova, Mauro Entrialgo, Guillermo March, Raule, José Robledo, Roger Ibáñez o Marcial Toledano a diferents països.

## Trajectòria
El desembre de 2006, Diábolo Ediciones va editar una recopilació de l'obra conjunta de José Robledo i Marcial Toledano amb el títol de Monito Cadáver.
En 2007, va començar a publicar en castellà la sèrie de gènere negre Jazz Maynard de Raule i Roger Ibañez, que ja era editada a França per l'editorial Dargaud. A la fi d'aquest any, es va fer càrrec de la revista de còmic "Cthulhu", dedicada al gènere de terror i que els seus dos primers números havien estat editats amb el suport de la Diputació Provincial de Màlaga.
A l'octubre de 2008 va rebre el guardó de "Editor de l'any" en els XXXII Premis Diario de Avisos per "la seva atrevida i valenta aposta".
En 2009, va començar a editar la trilogia Ken Games, de Robledo i Toledano, també publicada prèviament a França. A la fi de juny d'aquest mateix any, va fer el salt al mercat estatunidenc, publicant en aquest país l'edició en anglès de El joven Lovecraft de Bart Torres i José Oliver a través de Diamond Comic Distributors. Al juliol de 2010, i en coedició amb la Kettle Drummer Books de Filadèlfia va publicar també als Estats Units un tom recopilatori de les historietes aparegudes en "Cthulhu". En 2012 va començar també a publicar en italià i alemany.

## Premis
En 2012 va obtenir el XXXV Premi Diario de Avisos al millor editor de l'any anterior.
En la 72a edició de les Medalles del Cercle d'Escriptors Cinematogràfics va rebre la medalla a la millor labor literària.